# Ibotyporanga ramosae
Ibotyporanga ramosae – gatunek pająka z rodziny nasosznikowatych.

## Taksonomia
Gatunek ten opisany został po raz pierwszy w 2003 roku przez Bernharda Hubera i Antônia D. Brescovita na łamach „Insect Systematics & Evolution”. Jako lokalizację typową wskazano Gruta das Pedras Brilhantes w São Desidério w brazylijskim stanie Bahia. Epitet gatunkowy nadano na cześć Elaine Folly Ramos, która odłowiła holotyp.

## Morfologia
Pająk o ciele długości około 1,6 mm. Prosoma jest ochrowożółta. Na karapaksie biegnie płytka, ale wyraźna bruzda tułowiowa. W odsiebnej części nadustka znajduje się wyraźna, zesklerotyzowana krawędź. Szczękoczułki mają delikatne, współpracujące ze zmodyfikowanymi włoskami na udach nogogłaszczków listewki strydulacyjne i zrośnięte pośrodkowo apofizy. Sternum jest niewiele szersze niż dłuższe. Kolor odnóży jest ochrowożółty. Brak na nich kolców i zakrzywionych włosków. Kulista opistosoma (odwłok) jest szarawa z niewyraźnym, małym nakrapianiem.
Nogogłaszczki samca mają krótszą niż u I. emekori rzepkę, bulbus z niezmodyfikowanym wyrostkiem, a prokursus rozwidlony na dwie gałęzie, z których grzbietowa jest krótka i prosta, a brzuszna znacznie dłuższa i zakrzywiona.

## Ekologia i występowanie
Pająk neotropikalny, endemiczny dla Brazylii, znany tylko ze stanu Bahia. Spotykany wśród caatingi. 